# Stange Sound
Stange Sound är ett sund i Antarktis. Det ligger i Västantarktis. Chile och Storbritannien gör anspråk på området.